# Heuhof (Auhausen)
Heuhof ist ein Gemeindeteil der Gemeinde Auhausen im schwäbischen Landkreis Donau-Ries Bayern.

## Geographie
Die Einöde liegt circa drei Kilometer südöstlich von Auhausen auf freier Flur. In unmittelbarer Nachbarschaft liegt in nordöstlicher Richtung die Einöde Pfeifhof. Beide Einöden sind über Abzweigungen in östlicher Richtung von der Bundesstraße 466 zu erreichen.

## Geschichte
Der Hof gehörte im Alten Reich zur Benediktinerabtei Auhausen. Er ist erstmals 1157 in einer päpstlichen Besitzbestätigung als „villa Mariprucki“ als dem Kloster zugehörig erwähnt. Im Gültbuch des Klosters von 1441 wird er als „Hof Marprugk“ genannt, auf dem als klösterlicher Eigenmann ein Hans Pfeuffer saß. Mit der Säkularisation des Klosters 1534/37 fielen die Klostergüter und damit auch der Hof an das Markgrafentum Ansbach und darin an das Oberamt Wassertrüdingen. Im 16. Jahrhundert ist von dem „Hof Meierbruck“ die Rede.  Er wurde geteilt in den Härhof (Hof an der „Heeresstraße“, der ehemaligen Römerstraße Munningen-Gnotzheim), dem heutigen Heuhof, und den nach der klösterlichen Untertanenfamilie so bezeichneten „Pfeufhof“, dem heutigen „Pfeifhof“. 1796 nahmen die Grafen von Oettingen-Spielberg das Klosteramt und damit die beiden Höfe in Besitz, jedoch nur für ein Jahrzehnt, denn 1806 wurde die Gemeinde Auhausen mit ihren Einöden und Weilern bayerisch.
1875 bestand die Einöde Heuhof aus 5 Gebäuden mit 16 Einwohnern und einem Viehbestand von 4 Pferden und 45 Stück Rindvieh; er gehörte zur Gemeinde Auhausen im damaligen Landgericht Oettingen, Noch heute wird hier Landwirtschaft betrieben.